# Demografía de Timor Oriental

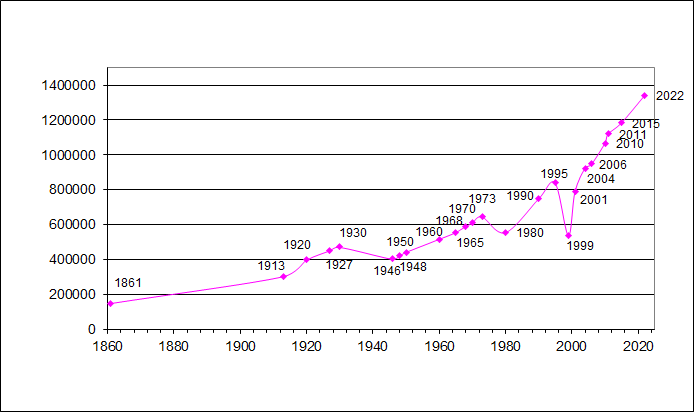
Población de Timor Oriental (1861-2011).

La mayor parte de la población de Timor Oriental es joven, con una edad inferior a los 30 años. A continuación se muestran los datos demográficos del país de acuerdo a las estadísticas realizadas por The World Factbook.

## Población
952,618 ( 2002 est.)
Nota:  según estimaciones el país contaba con una población de 800,000 de habitantes(2002 est.)  

### Distribución por edad
Hombres: 563.126
Mujeres:545.651
0-14 años: 35,1% (hombres 197.975/mujeres 191.716)
15-64 años: 61,6% (hombres 347.573/mujeres 334.908)
65 años y más: 3,3% (hombres 17.578/mujeres 19.027) (2008 est.)

### Tasa de crecimiento
2,05% (2008 est.)

### Tasa de natalidad
26,52 nacimientos/1.000 habitantes (2008 est.)

### Tasa de mortalidad
6,02 muertes/1.000 habitantes (2008 est.)

### Distribución por sexo
al nacer: 1,05 hombre(s)/mujer
menores de 15 años: 1,03 hombre(s)/mujer
15-64 años: 1,04 hombre(s)/mujer
65 años y más: 0,92 hombre(s)/mujer 
población total: 1,03 hombre(s)/mujer (2008 est.)

### Tasa de mortalidad infantil
total: 41,98 muertes/1.000 nacimientos 
hombres: 48,16 muertes/1.000 nacimientos
mujeres: 35,49 muertes/1.000 nacimientos (2008 est.)

### Expectativa de vida al nacer
población total: 66,94 años 
hombres: 64,6 años
mujeres: 69,39 años (2008 est.)

### Tasa de fertilidad
3,36 infantes nacidos/mujer (2008 est.)
VIH/SIDA - tasa de incidencia en la población adulta
NA
VIH/SIDA - habitantes infectados con VIH/SIDA
NA
VIH/SIDA - muertes
NA

### Tasa de alfabetización
definición: mayores de 15 años que pueden leer y escribir 
población total: 58,6% 
hombres: NA
mujeres: NA (2002)
Lenguas: Tetun y portugués (Oficiales)
Religión: Católica (93,2%), islámica (5%), protestante, budista, animista.
- Wikimedia Commons alberga una categoría multimedia sobre Demografía de Timor Oriental.

- Datos: Q1756615
- Multimedia: Demographics of East Timor / Q1756615